# Élections sénatoriales de 1962 à Wallis-et-Futuna
L'élection sénatoriale de 1962 à Wallis-et-Futuna a lieu le 23 septembre 1962. Elle a pour but d'élire le sénateur représentant le territoire de Wallis-et-Futuna pour un mandat de neuf années.
C'est la première élection sénatoriale que connaît le territoire d'outre-mer, après le référendum de 1959 où les habitants se sont exprimés en faveur de la fin du protectorat de Wallis-et-Futuna et au rattachement à la République française, et l'adoption d'un nouveau statut juridique le 29 juillet 1961. Quatre candidats sont en lice.
Henri Loste est élu sénateur au premier tour avec 11 voix par les grands électeurs du territoire - dont son fils Hervé Loste, élu député de Wallis-et-Futuna en mars 1962. Le candidat gaulliste de l'Union pour la nouvelle République reçoit 10 voix, et les autres candidats n'ont aucun suffrage.
Une requête est déposée au Conseil Constitutionnel par Raymond Susset et André Bellot, qui dénoncent l'ingérence de la chefferie coutumière et des autorités religieuses dans l'élection en faveur d'Henri Loste. La requête est rejetée en mars 1963.